# Bravo-Jahrescharts 1978
Die Jugendzeitschrift Bravo erscheint seit 1956 und enthält in jeder Wochenausgabe eine Hitliste, die von den Lesern gewählt wurde. Zum Jahresende wird eine Jahreshitliste erstellt, die Bravo-Jahrescharts. Seit 1960 wählen die Bravo-Leser zudem ihre beliebtesten Gesangsstars und dekorieren sie mit dem Bravo Otto.

## Bravo-Jahrescharts 1978
1. You’re the One That I Want – Olivia Newton-John und John Travolta – 440 Punkte
2. Night Fever – The Bee Gees – 379 Punkte
3. Don’t Stop the Music – Bay City Rollers – 358 Punkte
4. Oh Carol – Smokie – 353 Punkte
5. Take a Chance on Me – ABBA – 330 Punkte
6. Mull of Kintyre – The Wings – 316 Punkte
7. Rivers of Babylon – Boney M – 285 Punkte
8. Eagle – ABBA – 284 Punkte
9. For a Few Dollars More – Smokie – 279 Punkte
10. Rockin’ All Over the World – Status Quo – 278 Punkte

## Bravo-Otto-Wahl 1978

### Beat-Gruppen
1. Goldener Otto: Smokie
2. Silberner Otto: ABBA
3. Bronzener Otto: The Teens

### Sänger
1. Goldener Otto: Leif Garrett
2. Silberner Otto: Shaun Cassidy
3. Bronzener Otto: Jürgen Drews

### Sängerinnen
1. Goldener Otto: Olivia Newton-John
2. Silberner Otto: Amanda Lear
3. Bronzener Otto: Suzi Quatro